# Acragas carinatus
Acragas carinatus är en spindelartart som beskrevs av Jocelyn Crane 1943. 
Acragas carinatus ingår i släktet Acragas och familjen hoppspindlar. Inga underarter finns listade i Catalogue of Life.